# Kung Xuan av Zhou
Kung Xuan av Zhou, var en kinesisk monark. Han var kung av Zhoudynastin 827–782 f.Kr.